# Molėtai
Molėtai è una città dell’omonimo distretto (di cui fra l’altro è il capoluogo), della contea di Utena, nell’est della Lituania. Secondo un censimento del 2013, la popolazione ammonta a 6.302 abitanti.
È circondata da diversi laghi. È uno degli insediamenti più antichi dell’intera Lituania, citata già per la prima volta nel 1387. È frequentemente visitata da turisti di tutto il Paese baltico e non.
È a 60 km a nord di Vilnius e 30 km a sud di Utena: costituisce un’autonoma seniūnija.

## Storia
Molėtai viene menzionata, come detto, già nel 1387: la citazione è ascritta al vescovo di Vilnius.
Il 29 agosto 1941, tra 700 e i 1200 ebrei furono uccisi in esecuzioni di massa perpretrati dall’Einsatzgruppen con la complicità dei nazionalisti lituani. Alle vittime del massacro è stato dedicato un sito recentemente costruito e aperto al pubblico nel 2016, in occasione del 75º anniversario.
Un'altra struttura importante edificata degli ultimi anni è l’osservatorio astronomico di Molėtai, unica costruzione destinata a questo scopo scientifico in Lituania. È stata da poco annessa all’osservatorio una sezione molto particolare: il museo lituano di etnocosmologia, primo centro di questo genere al mondo.

## Galleria d’immagini

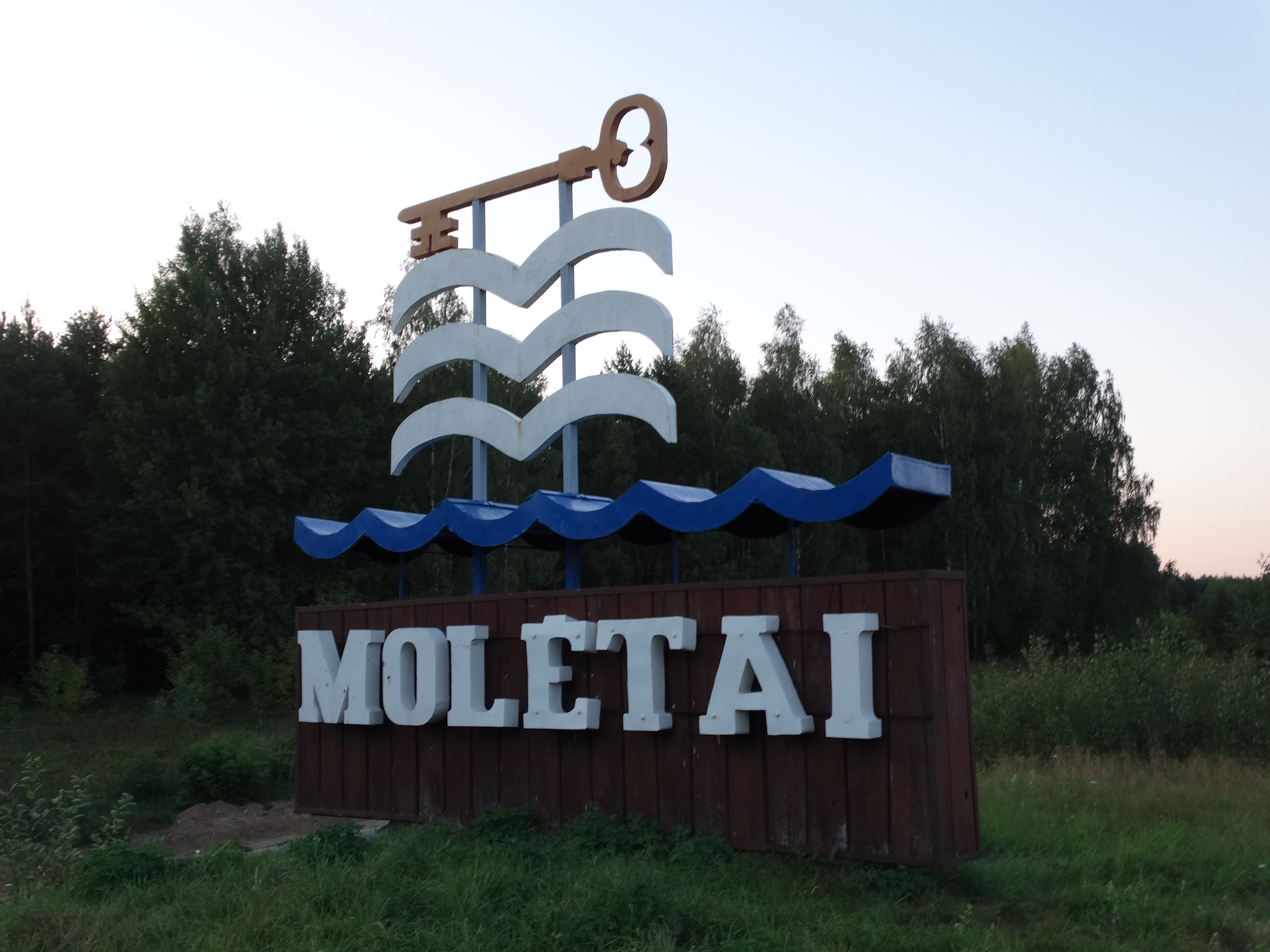
Simbolo di Molėtai
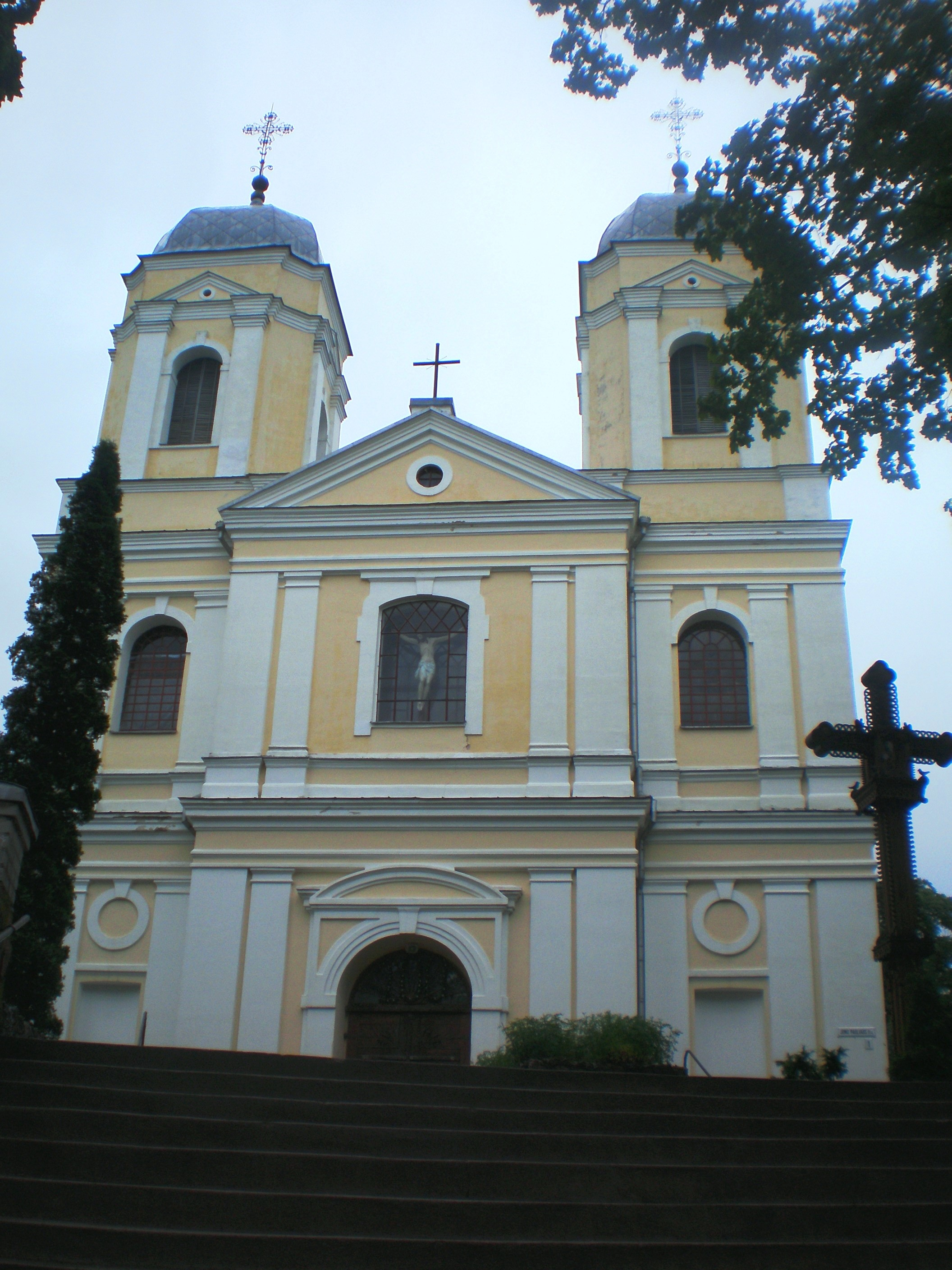
Esterno della chiesa di San Pietro e Paolo
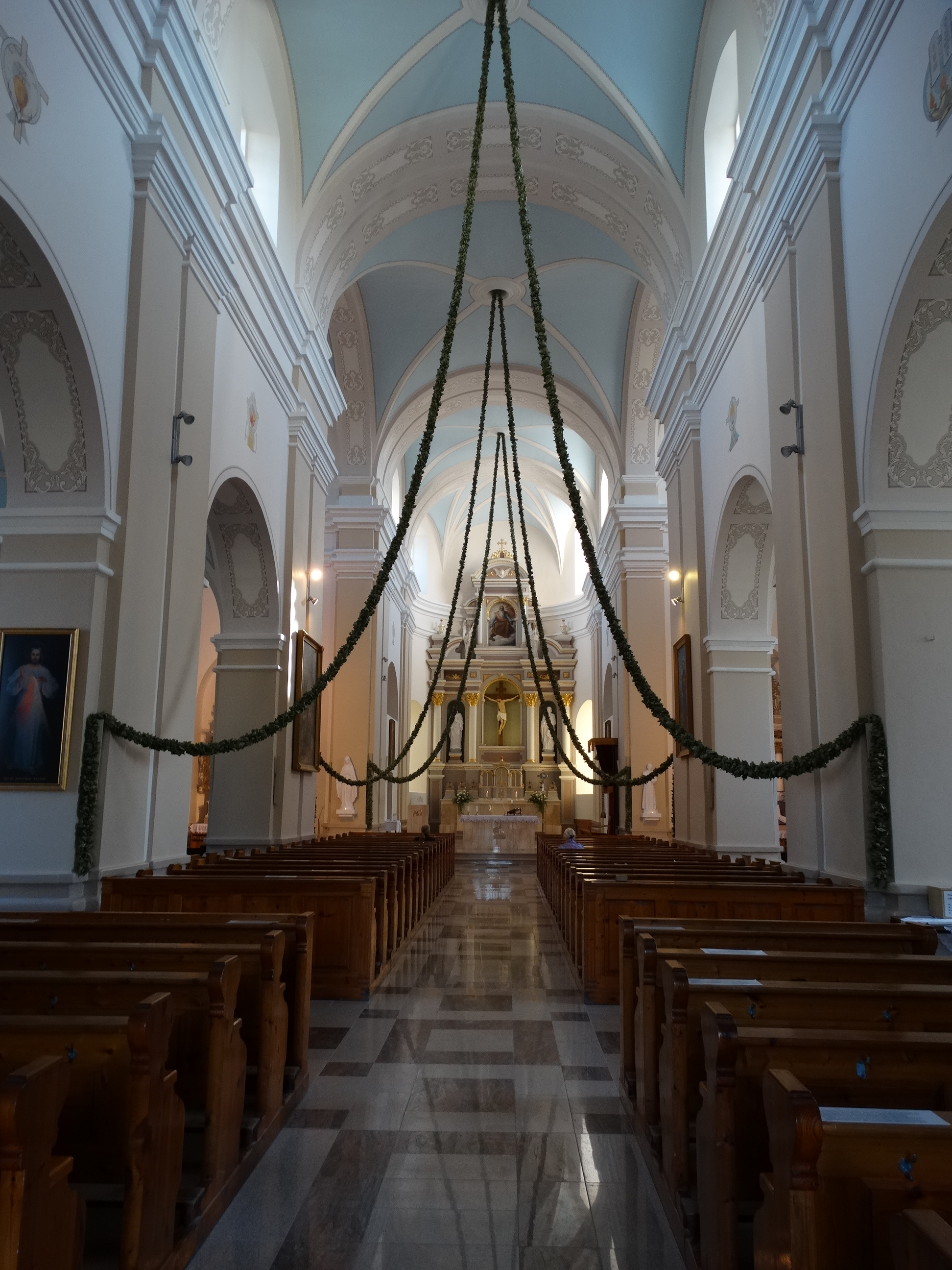
Interno della chiesa di San Pietro e Paolo
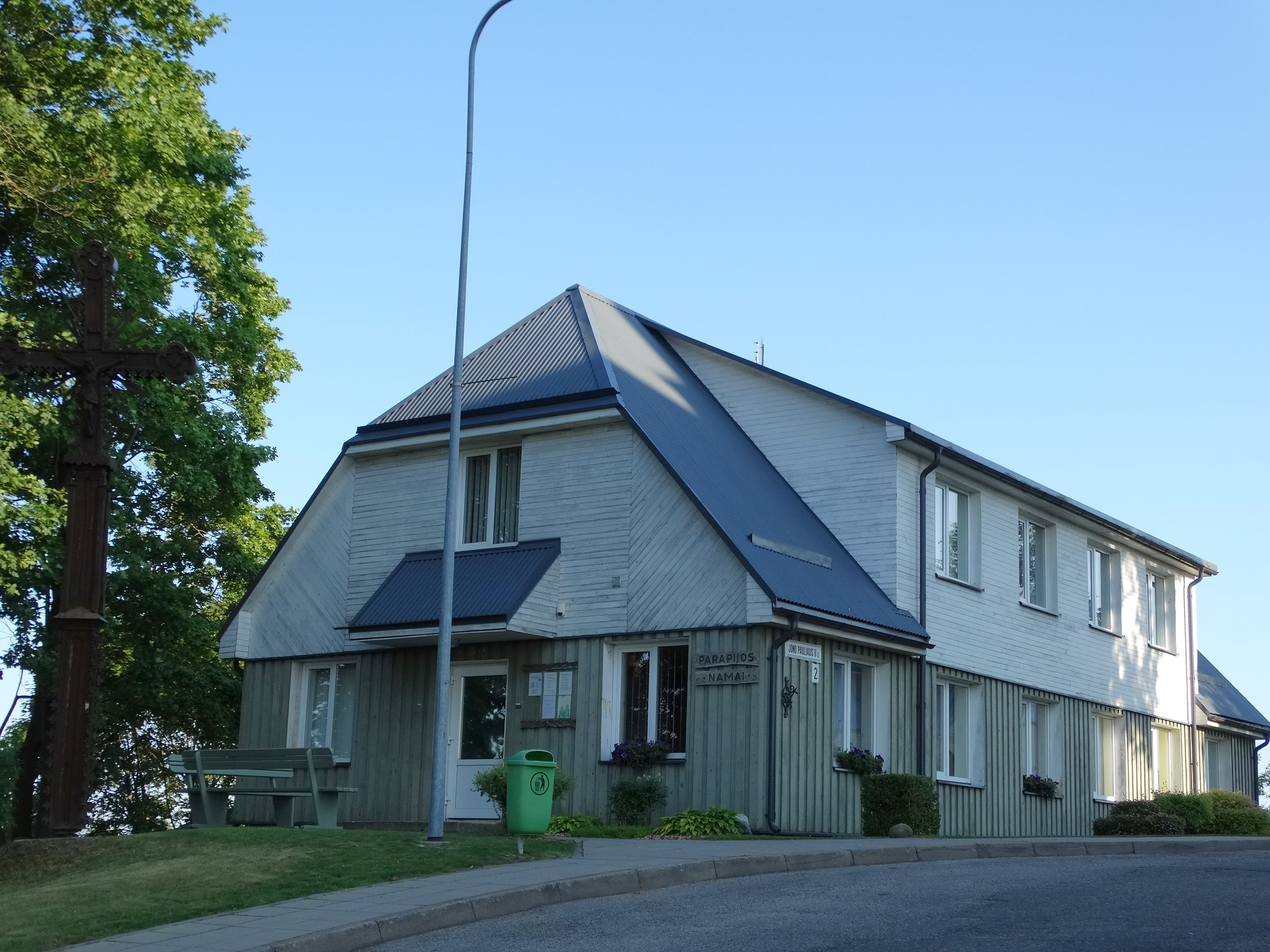
Parrocchia
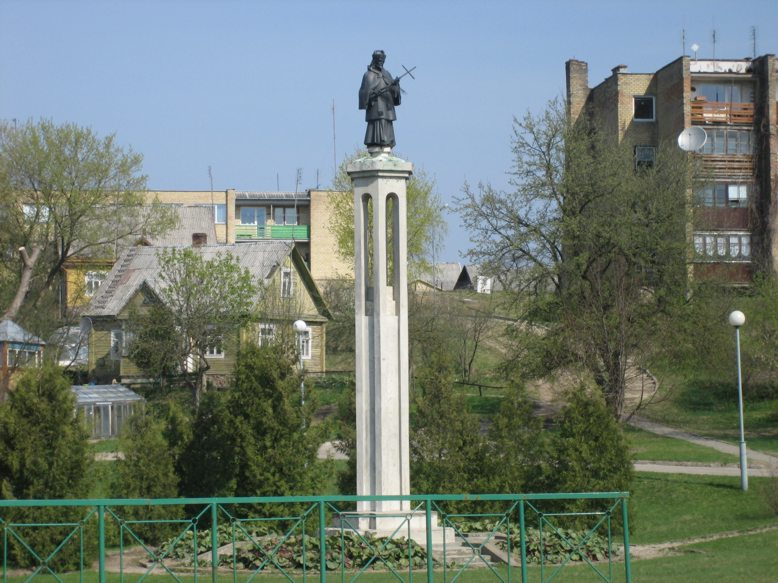
Statua di Giovanni Nepomuceno
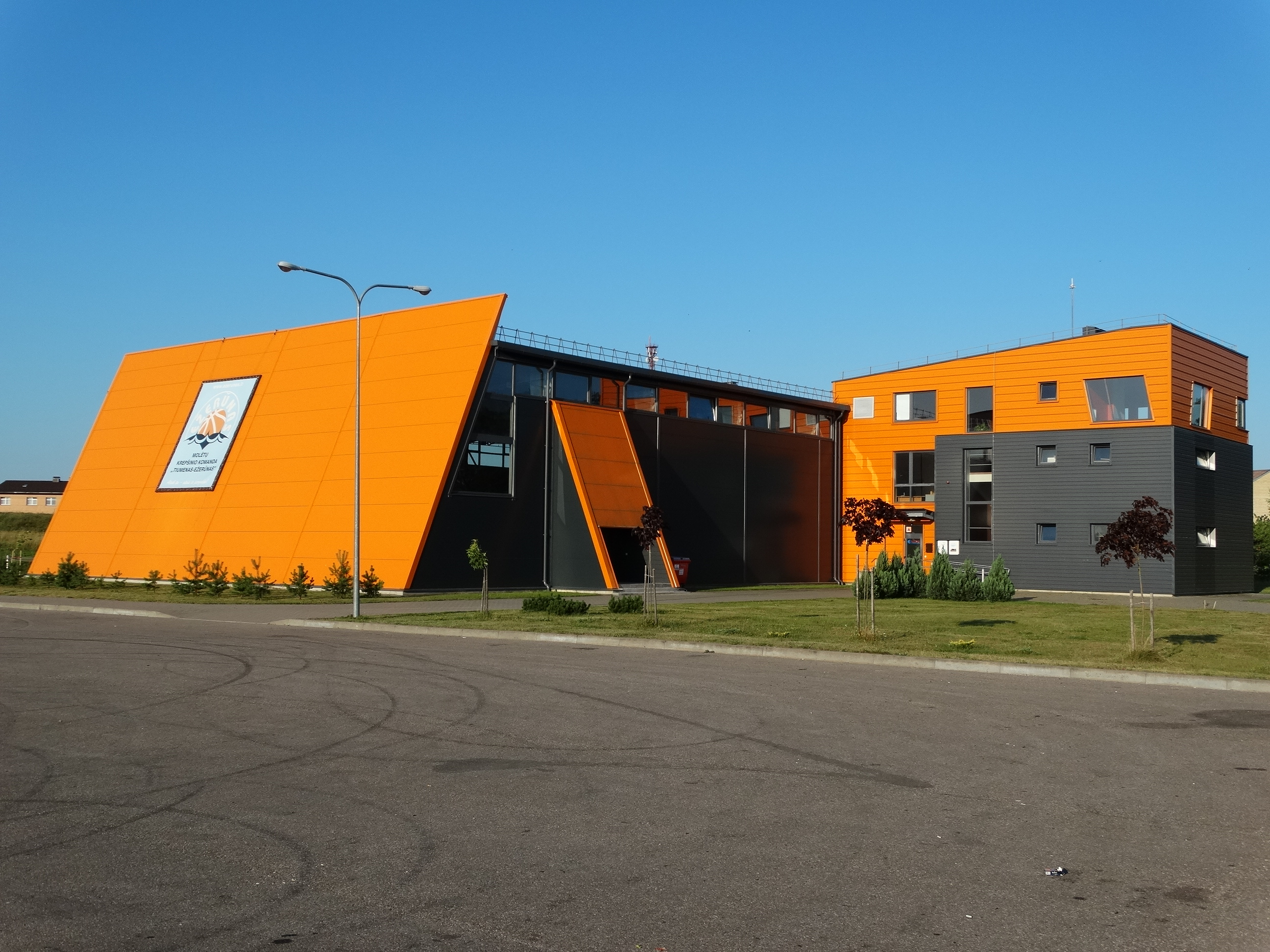
Molėtai Arena
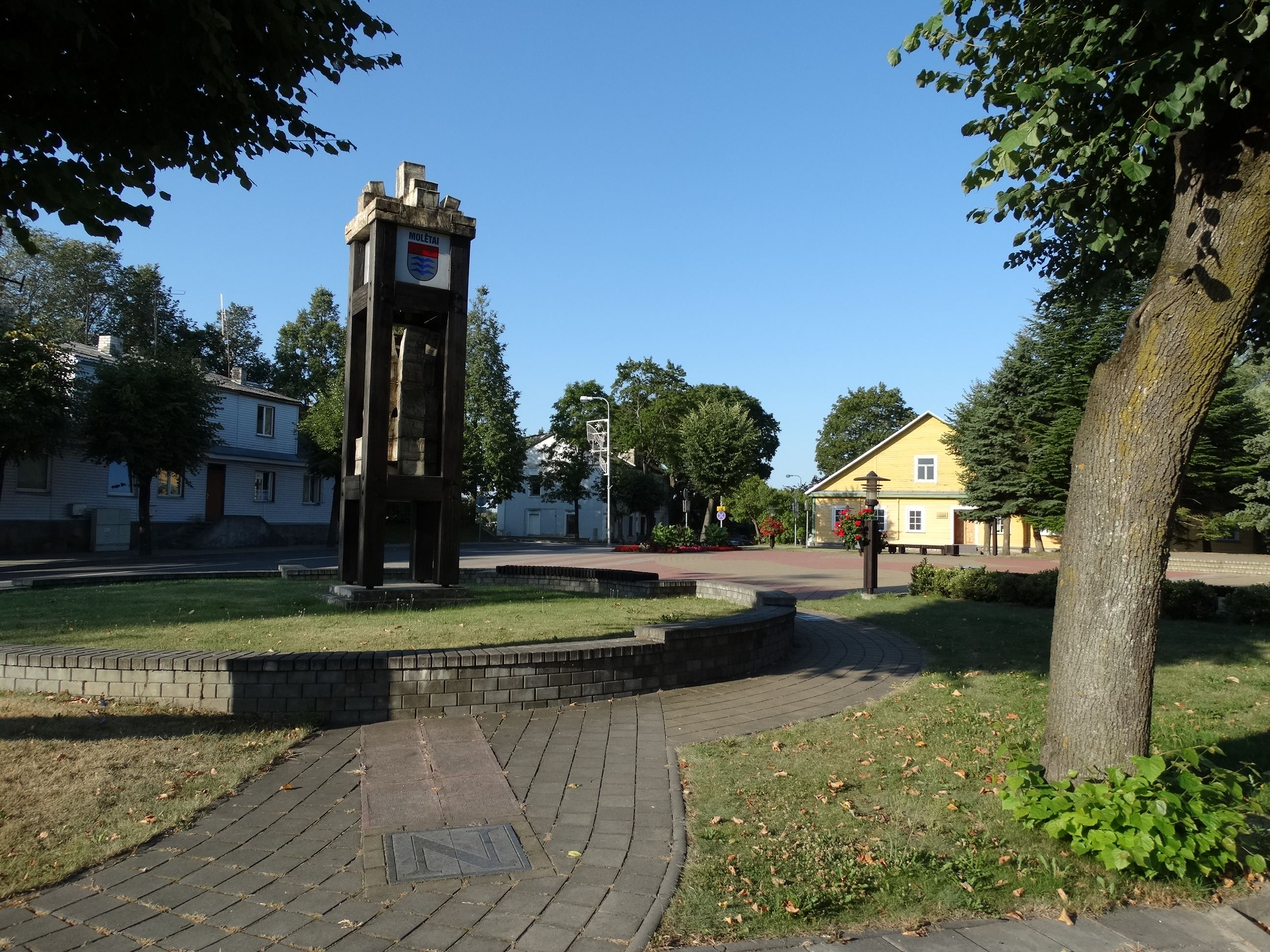
Piazza della Gioventù
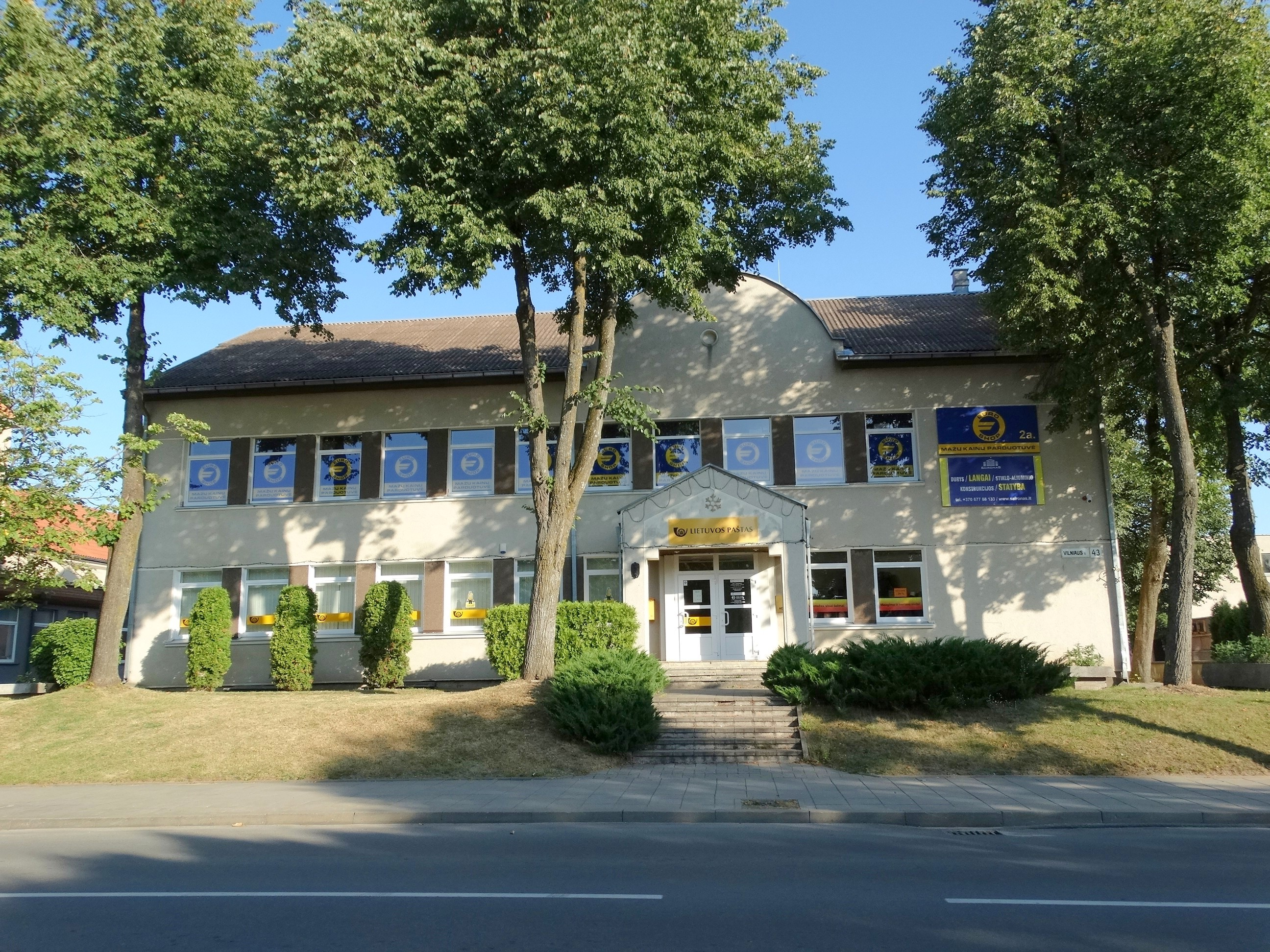
Ufficio postale di Molėtai
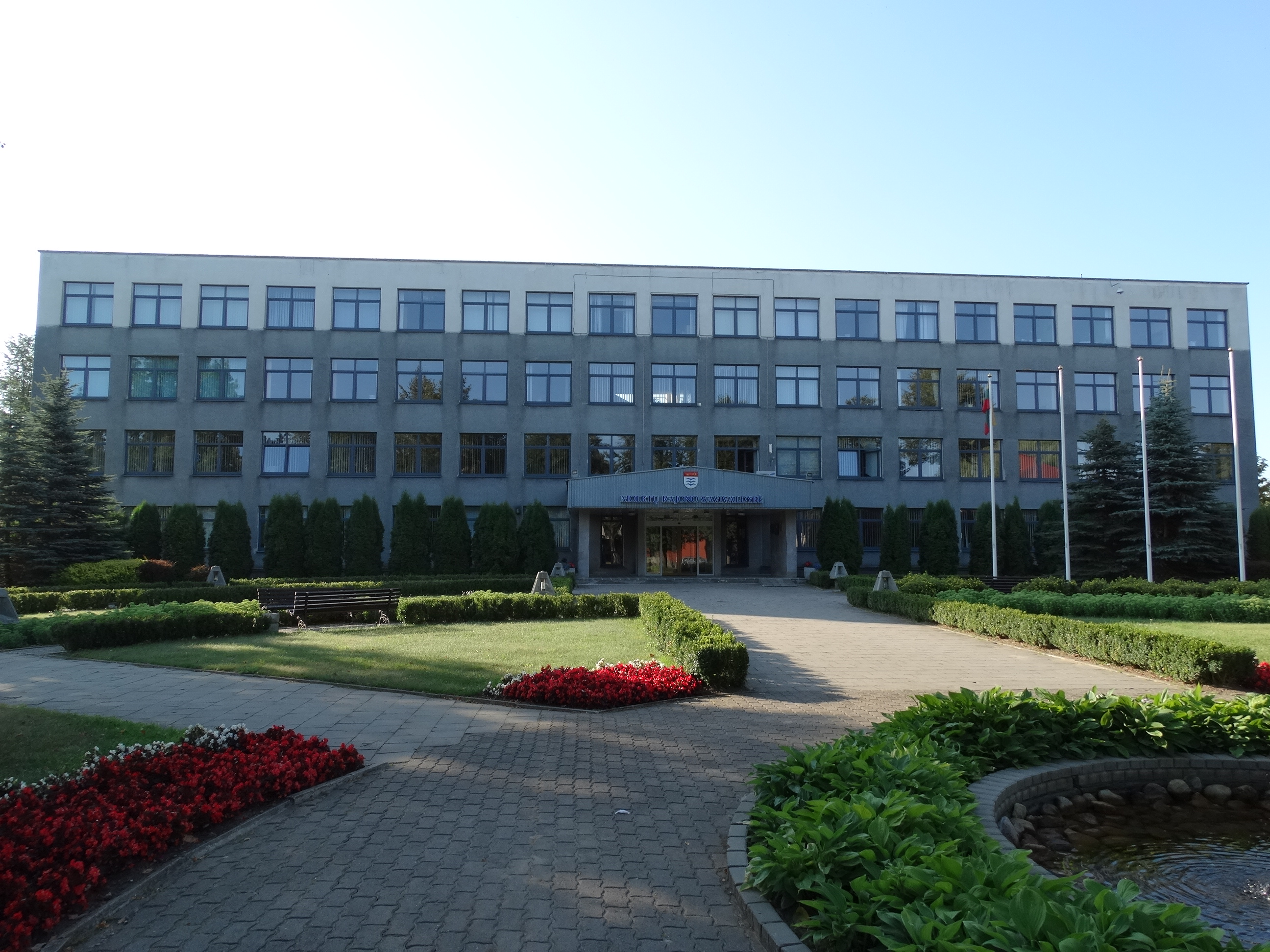
Municipio di Molėtai
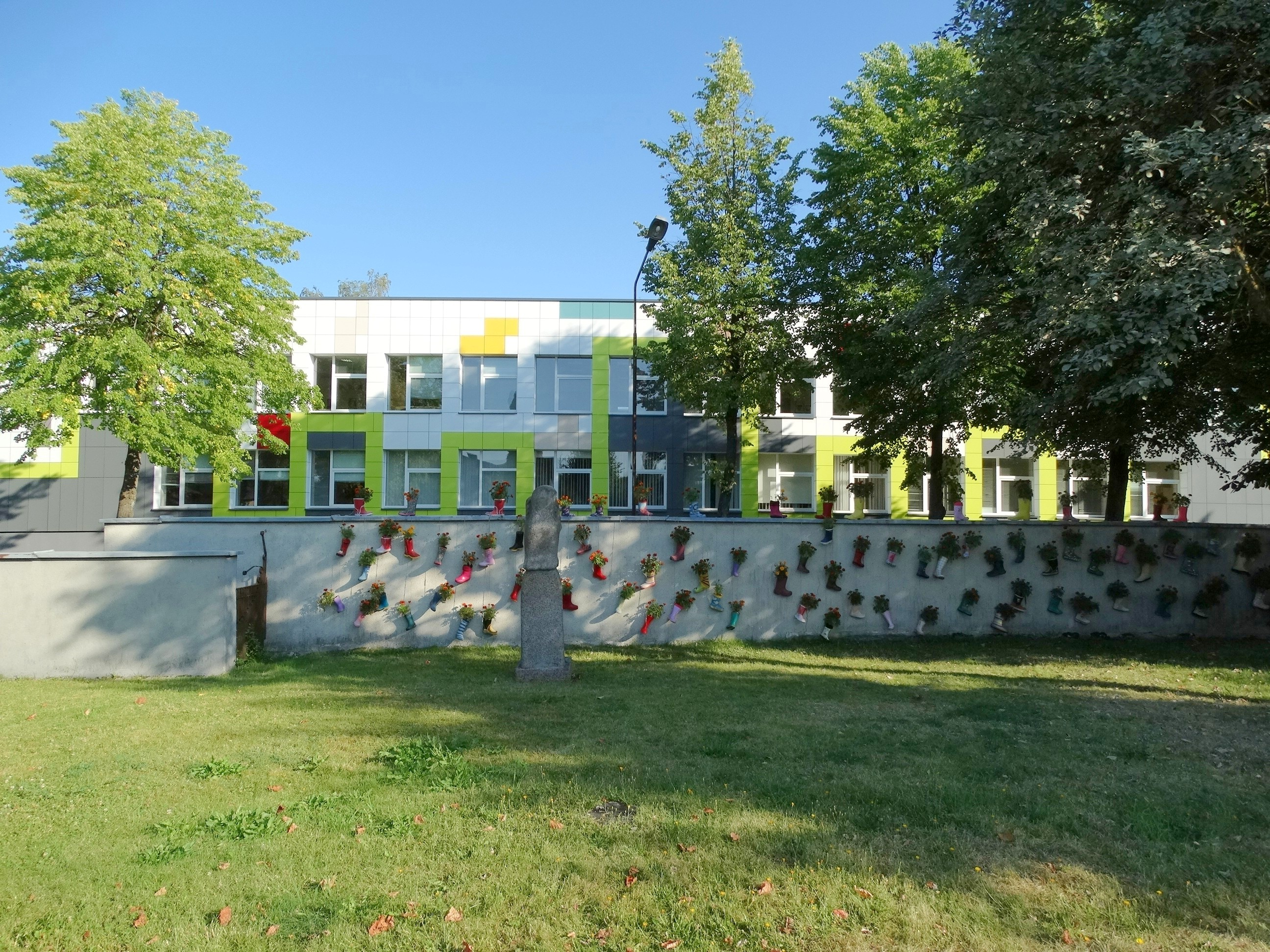
Liceo artistico di Molėtai
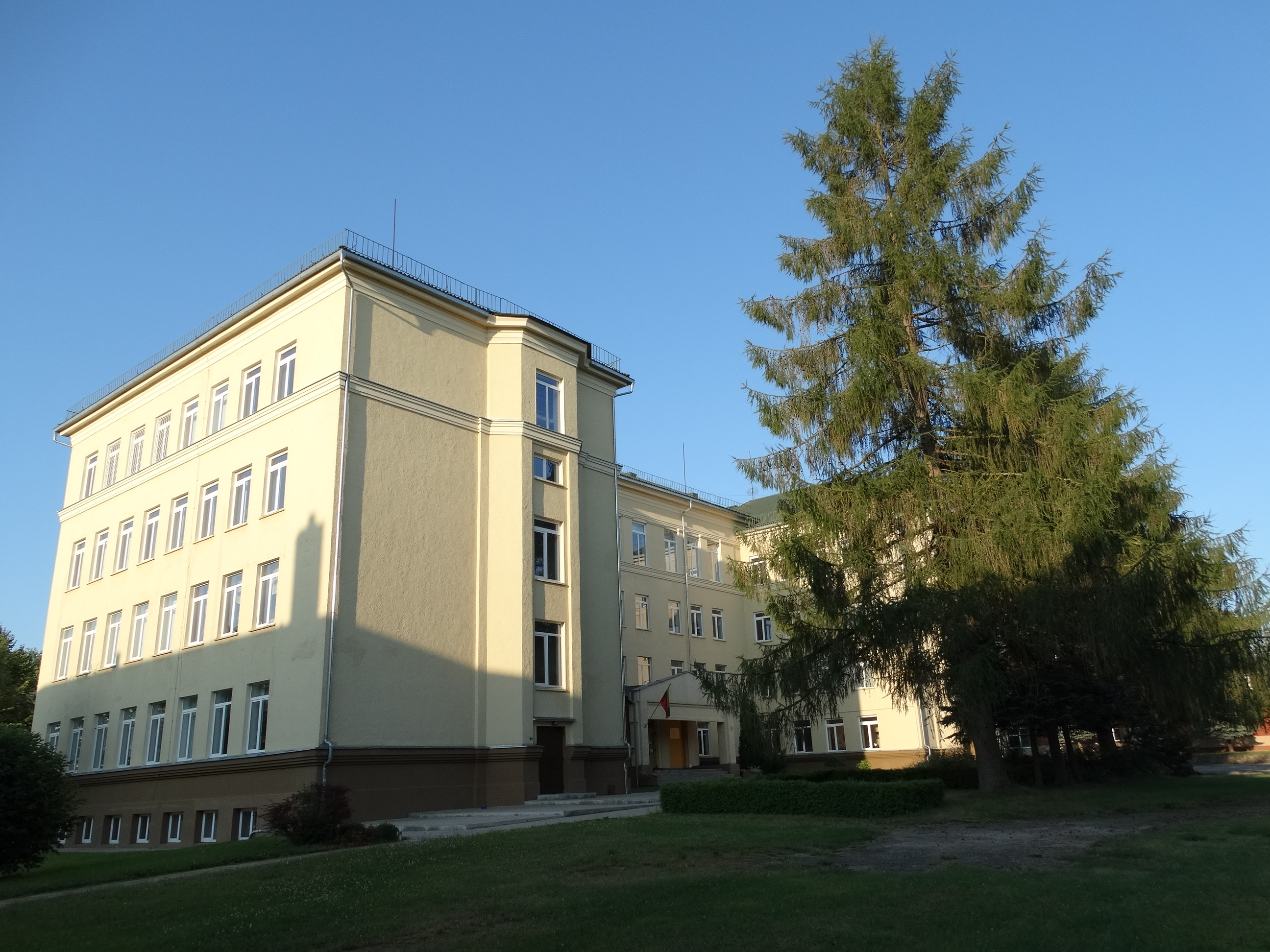
Liceo ginnasio
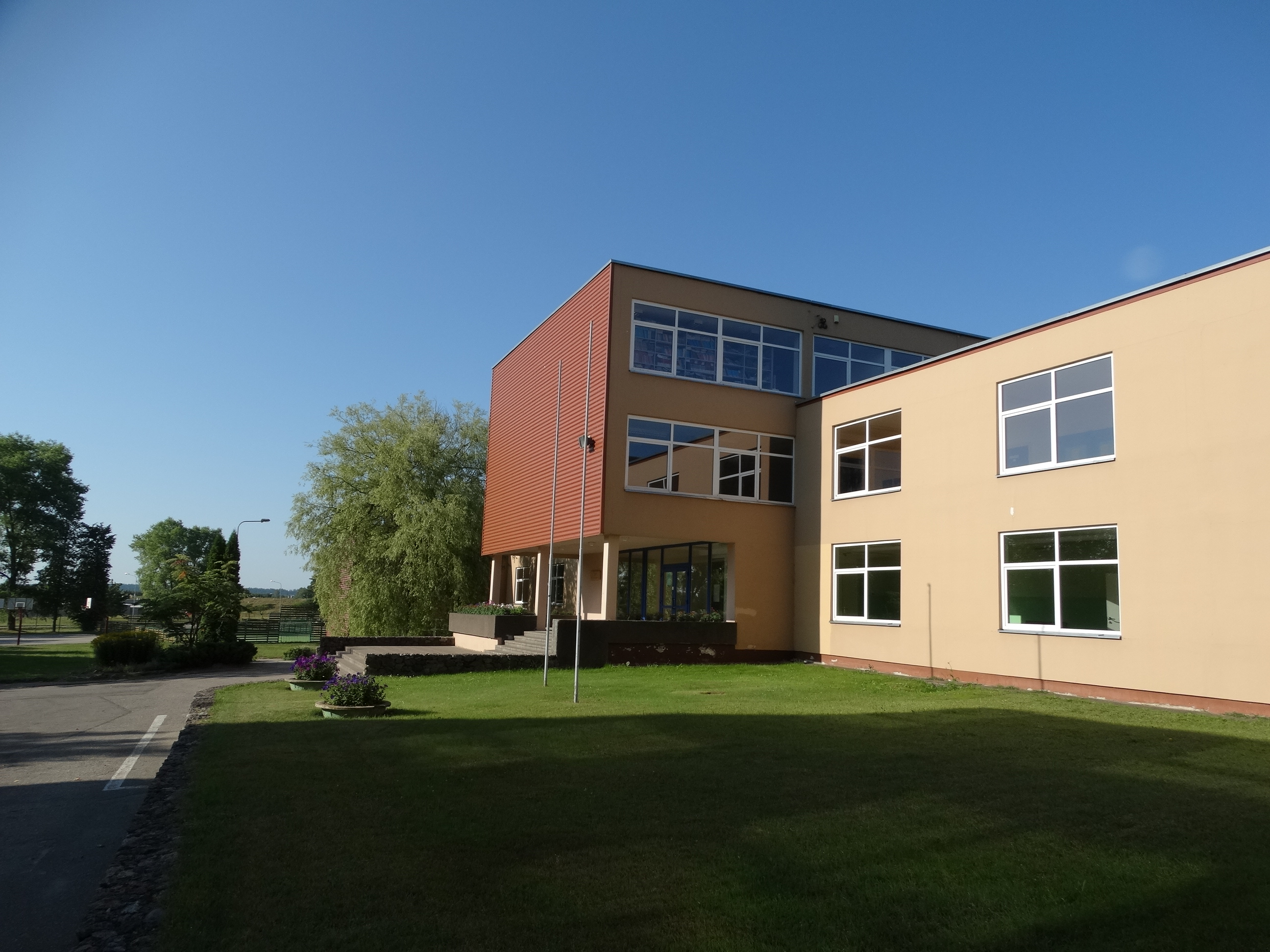
Scuola elementare

## Amministrazione

### Gemellaggi
- Maków Podhalański
- Ludza
- Herstelis